# Graiul bănățean
| 1-5% 5-10% 10-15% | 15-25% 25-35% peste 35% |

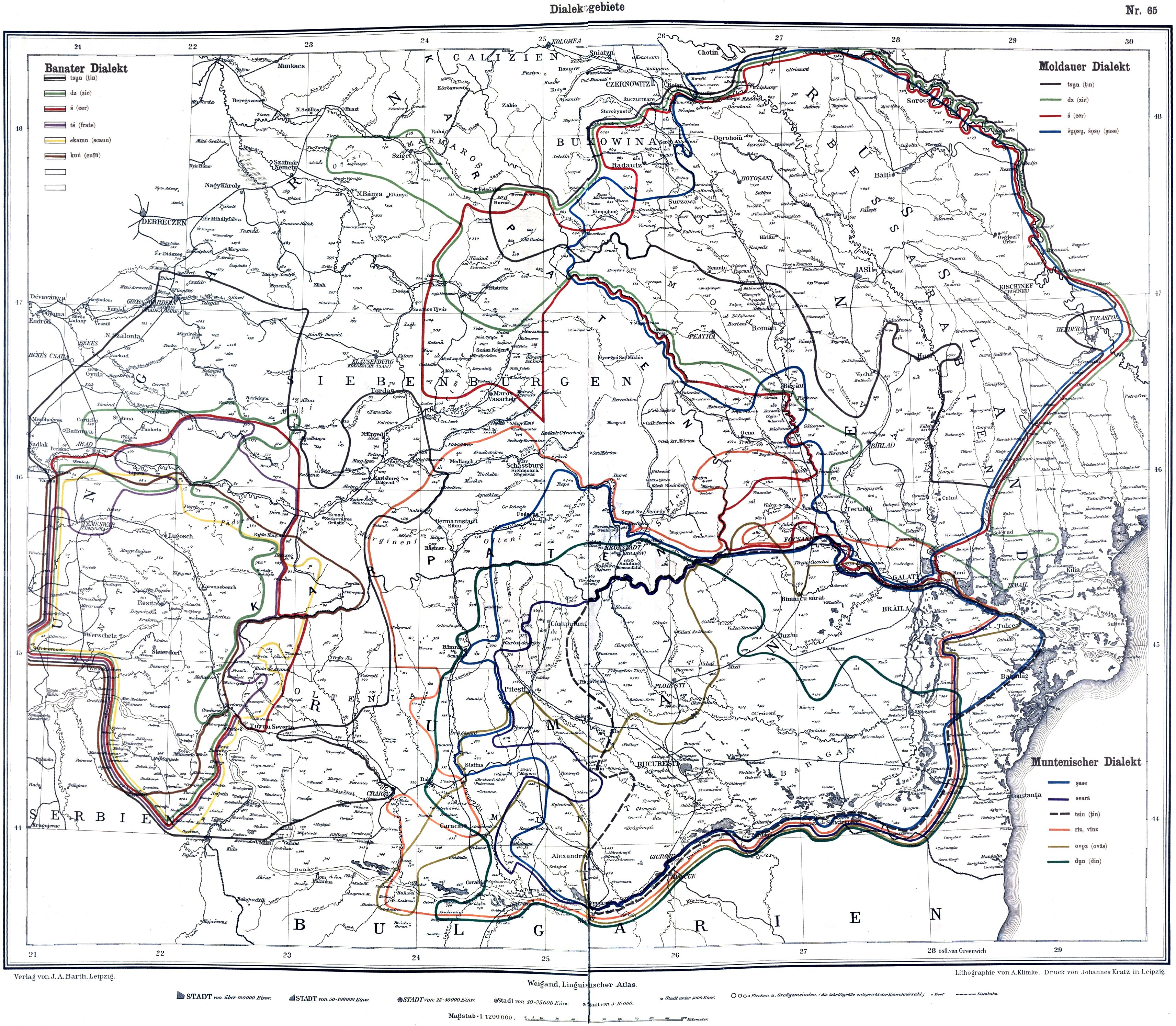
Hartă cu izoglose reprezentative pentru trei dialecte principale românești

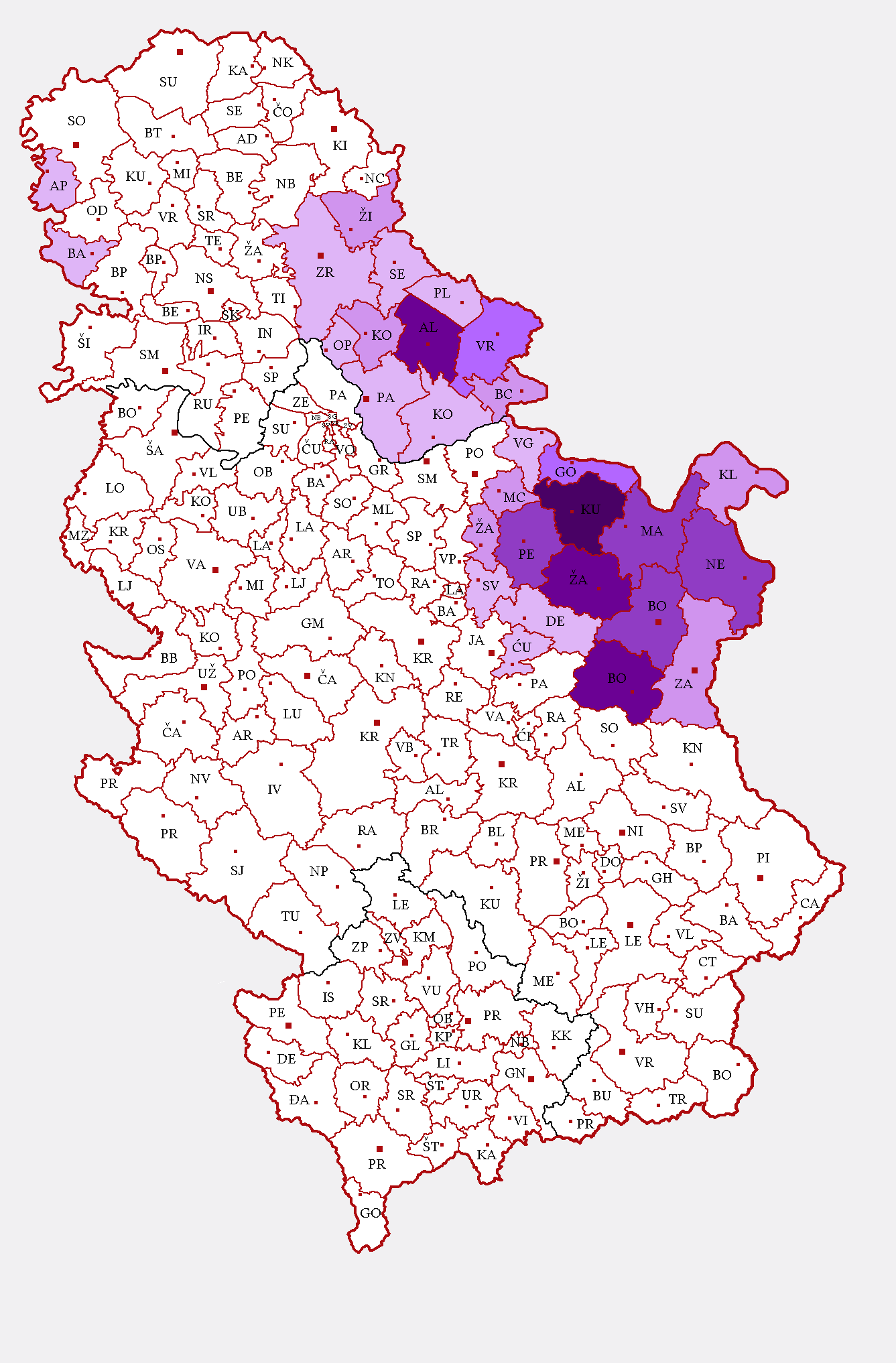
Limba română în Voivodina și Valea Timocului, recensământul din 2002

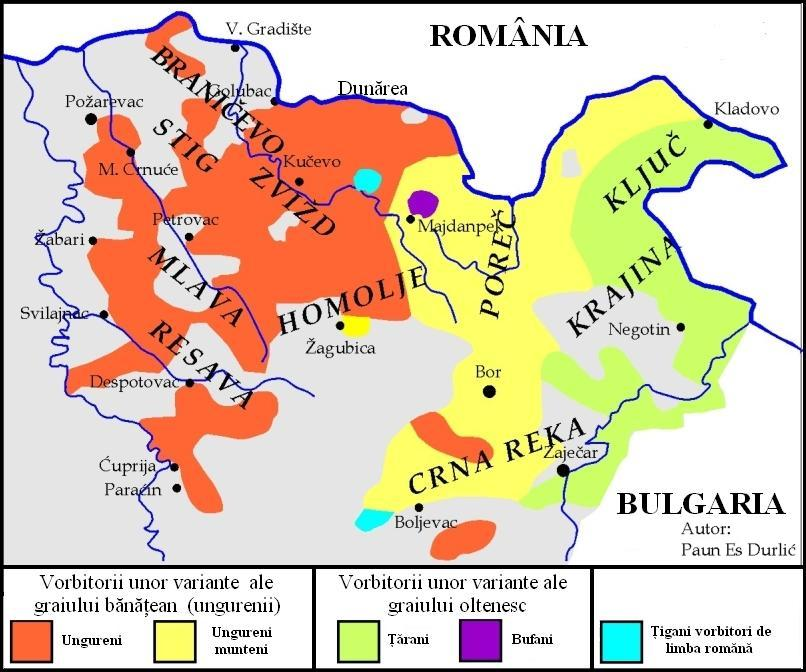
Graiurile românești din Timoc

Graiul bănățean este o ramură principală a adunării de graiuri dacoromâne nordice. Este de asemenea ramura nordică a graiului sârbesc al limbii române, fiind vorbită în regiunea Banat din România și districtele Banatul de Sud și Banatul Central din Voivodina (Serbia). De asemenea, graiul ungurean, vorbit de o parte a românilor timoceni, este o variantă a dialectlui bănățean. Dialectul bănățean și româna standard sunt ușor inteligibile, dar există diferențe de vocabular, mai accentuate în cazul vorbitorilor din Serbia. 
Graiul țiganilor băieși, care trăiesc în vestul Ungariei, centrul și vestul Croației, precum și în nord-vestul Serbiei (vestul Voivodinei) este o formă arhaică a românei bănățene (având în vedere că aceștia au părăsit Banatul acum 200 de ani și mai mult) împestrițată de împrumuturi din maghiară, croată, sârbă și germană.

## Fonetica
Arhaisme fonetice :

mân'e, cân'e au forma veche românească, dinainte de generalizarea formei 
oltenești cu metateza palatalizării : cân'e > câine
Palatalizarea lui d este incompletă dies > dzî vs. rom. lit. zi
Palatalizarea lui n este incompletă : cuneus > cun' vs. rom. lit cui. 

Inovații fonetice :

Tipică e palatalizarea lui č la ś : cinci > śinś
și a lui ti, te la č : frunte > frunče
a lui de, di la ğ  : unde > unge
c+u devine în schimb dur : curcan > ťurcan 
și d+i : dinte > ghince.

## Morfologie
Inovații : 

- Verbul a fi are o conjugare specifică, parțial perifrastică medie :

io mi-s /
tu ieșč'/
iel îi /
noi ni-s / 
voi vi-s/
iei îs.

Arhaisme :

Extrem de interesant este perfectul simplu (la fel de frecvent ca în graiul oltenesc) arhaic : rupșăi, fripșăi, zîșăi < lat. rupsi, frixi, dixi. 
Latin e și sufixul augmentativ -on', -oan'e (nemțon', nemțoan'e)
Nu umblareț', nu venireț, nu fugireț' sunt rare atestări, numai la imperativ negativ (prohibitiv) ale optativului (condițional imperfect) latin : venirem, venires etc. pierdute în româna literară, păstrate în italiană, franceză și spaniolă. 
Între timpuri, o inovație, am vrut să + verb cu sensul de era să... : am vrut să cad înseamnă era să cad

## Lexic
| Banat   | Muntenia       |
| ------- | -------------- |
| avlie   | curte          |
| covăsât | iaurt          |
| credenț | dulap          |
| dereș   | canapea        |
| firang  | perdea         |
| hârț    | șoarece        |
| măsai   | față de masă   |
| peșchir | prosop         |
| piglais | fier de călcat |
| spoiert | sobă           |
| strimf  | ciorap         |
| tulipan | lalea          |
| uiagă   | sticlă         |

Lexicul conține numeroase arhaisme: cure/am curs (< lat. curro, a fugi), dar și un număr important de neologisme germane și sârbești: paore (< germ. Bauer, țăran), poneavă (< srb. ponjava, pătură).

## Literatura bănățeană
Spre deosebire de toate celelalte graiuri românești, graiul bănățean are o bogată literatură. Predomină covârșitor poezia în defavoarea prozei, subiectele rurale față de cele urbane, și subiectele comice față de cele serioase, ca în literatura dialectală italiană. Literatura în grai s-a născut datorită faptului că țăranii bănățeni (paori) s-au alfabetizat mult mai devreme și alfabetizarea a fost mult mai răspândită decât în alte zone rurale ale țării (V. Enciclopedia interbelică a României) precum și datorită absenței unui centru urban românesc în Banat în sec. XIX, centru care să dea naștere unei literaturi culte, urbane. 
Fragment din poezia Ăl mai tare om din lume de Victor Vlad Delamarina:
| Trîmbiț, dobe, larmă, chihot, Fluier, strîgăt, rîs și ropot... Șie să fie ? Șie să fie? Iacă-n tîrg, "minajărie"! O "comegie" d-a cu fiară Și-mprejur lumie șî țară. În căletcă, o măimucă Baș ca omu mînca nucă; Alta, blăstămată, șoadă, Șă țînea numa' în coadă Ș-alcele, mînca-le-ar focu! Nu-ș găsau o clipă locu. Lupi, urși, mîtă, oi, cornuce, Fel dă fel dă joavini sluce; Chițorani, ariși și vulturi, Dă prîn lume, dîn țînuturi D-elea gîbe, d-elea rele, Feri-mă, Doamne, dă iele! | Mulce-am văz't, pă bani, viedz bine. Cum nu vege ori șî șine. D'apăi l-am văzut anume P-"ăl măi tare om dîn lume", Care să juca cu leii Si-i băcea dă-i lua tăti zmeii! Cui l-o doborî-n tărînă Ișia că-i plăceșce-n mînă O hîrcie d-a d-o sută Fără dă niși o dispută. Dar cum mi ce puni cu neamtu, Care-n ghinț îț rupe lantu? Să loviau fișiorii-n coace: "Șiine-i? Unge-i? Care poace?" Cînd d-odată, - iacă-amaru! Sandu Blegia, - tăbăcaru, Să sufulcă șî tușeșce, Lîngă "comegianț" să-opreșce... |